# Sthaviravāda
Sthaviravāda (sanskrit), qui signifie littéralement Enseignement des Anciens, était l'une des écoles bouddhiques anciennes. C'était l'un des deux mouvements dans le bouddhisme ancien qui sont apparus à la suite du grand schisme du bouddhisme pré-sectaire, l'autre étant l'école Mahāsāṃghika.
Le terme pali theravāda est l'équivalent du sanskrit sthaviravāda, mais le courant aujourd'hui appelé bouddhisme theravāda n'est pas identique, il n'en est qu'une branche.

## Opinions des Chercheurs

### Origines
La plupart des sources placent l'origine des Sthaviras au Second concile bouddhiste. Les différents récits du second concile sont ambigus et quelque peu contradictoires, mais il est généralement admis que le résultat a été la première division du Sangha entre les Sthaviras et les Mahāsāṃghikas, bien que tous ne soient pas d'accord sur la cause de la division. 
D'après le Mahavamsa, la cause de cette division du Sangha était un désaccord sur les cinq théories concernant les arahants, qui auraient été mises en avant par Mahādeva, lequel aurait par la suite créé les Mahāsāṃghikas. Ceux qui auraient rejeté les cinq théories se seraient nommés eux-mêmes Sthaviravādas pour se différencier des Mahāsāṃghikas. Cependant, le texte de Vasumitra, dont la rédaction est datée aux alentours de 100 ap. J.-C., et qui a été préservé dans ses traductions chinoise et tibétaine, ne mentionne aucune personne appelée Mahādeva. Il donne plutôt une liste de noms bien connus de personnages ayant accepté ou rejeté les cinq théories. Étienne Lamotte a également démontré que l'existence du personnage de "Mahādeva" était une interpolation tardive et sectaire.
Andrew Skilton a suggéré que les problèmes résultant des récits contradictoires sont résolus par le Śariputraparipṛcchā des Mahāsāṃghikas, lequel est le récit du schisme le plus ancien. D'après ce récit, le concile a été réuni à Pāṭaliputra pour des raisons ayant trait au vinaya, et la majorité (Mahāsaṃgha) a refusé d'accepter l'addition de règles supplémentaires au vinaya par les Sthaviras. Ainsi, les Mahāsāṃghikas voyaient les Sthaviras comme un groupe séparatiste qui essayait de modifier le vinaya originel. 
Les spécialistes s'accordent généralement sur le fait que le différend était bien sur un sujet du vinaya et ont remarqué que le récit des Mahāsāṃghikas est corroboré par les textes de vinaya eux-mêmes, car le vinaya associé aux Sthaviras contient bien plus de règles (227) que celui des Mahāsāṃghikas (152). Cependant, cela pourrait également être dû au fait que les Mahāsāṃghikas ont pu abolir ces mêmes règles.